# Ano Syros
Ano Syros (griego: Άνω Σύρος) es una localidad y antiguo municipio de la isla de Siros, en las Cícladas, Grecia. Desde la reforma del gobierno local de 2011 forma parte del municipio Syros-Ermúpoli, del cual es una unidad municipal. La unidad municipal incluye las islas deshabitadas de Giaros (situadas al noroeste de Siros) y Varvaroúsa.  Según el censo de 2021 cuenta con una población de 3 611 habitantes en una superficie de 67,014 kilómetros cuadrados.

## Historia
Se inició a construir a finales del período bizantino o principios de la Francocracia. Se trata de un asentamiento medieval típico de las Cícladas caracterizado por una construcción densa de calles estrechas ordenadas circularmente y un plano de calles radial. Su paisaje general se asemeja a una ciudadela fortificada. Ano Syros está habitada por griegos católicos debido al largo período de Francocracia en Syros que comenzó inmediatamente después de la cuarta cruzada. La Francocracia terminó durante el siglo XVI, pero los católicos de Syros quedaron bajo la protección francesa y el catolicismo sobrevivió en la isla. Después de la fundación de la cercana Ermúpolis, Ano Syros dejó de ser el centro administrativo de Siros. Sin embargo, el asentamiento siguió siendo un centro religioso ya que es la sede de la Diócesis de Siros.
Durante la Segunda Guerra Mundial, la ciudad fue ocupada por los italianos, que querían crear una provincia italiana con capital administrativa en Ano Syros:

Entre la población civil hubo una gran aprobación de la presencia italiana sólo en la zona de la capital Siro y en la isla de Tino, donde muchos tenían raíces venecianas lejanas y habían sido católicos durante siglos, especialmente en la ciudad de "Ano Syros", fundada en 1200 por los venecianos. Ano Syros, el bastión católico de Siro, apoyó de manera moderada la italianización de las Cícladas: contó con la ayuda de las autoridades italianas y no sufrió la muerte por la hambruna que afectó a la población griega, especialmente en febrero de 1942. Muchos habitantes católicos de Ano Syros (y algunos de Tino) fueron posteriormente encarcelados por los griegos ortodoxos acusados de colaboracionismo en 1945. BD

## Lugares de interés
- Catedral de San Jorge: Está construida en lo alto de la colina de Ano Syros. Fue construida originalmente en 1208, pero desde entonces ha sido destruida en tres ocasiones y ha sido reconstruida.[6]
- Monasterio de San Juan Bautista de los Capuchinos: Es un monasterio católico que fue fundado en 1637.[7]
- Museo Vamvakáris: Es un museo dedicado a Márkos Vamvakáris.

## Ciudades hermanadas
Ano Syros está hermanada con:
- Gołdap, Polonia desde 2000.[8]
- Grillon, Francia desde 1994.

## Personas ilustres de Ano Syros
- Márkos Vamvakáris, fue un intérprete y compositor de rebético, considerado el más importante de todos los tiempos
- Ferécides de Siros, fue un filósofo griego presocrático del siglo VI a. C., maestro de Anaximandro y Pitágoras.

## Galería
|                       |
| Catedral de San Jorge |

|                                           |
| Iglesia de San Juan Bautista (Capuchinos) |

|                            |
| Vista parcial de Ano Syros |

|                            |
| Vista parcial de Ano Syros |

|                                   |
| Ano Syros y Ermúpoli desde el mar |